# Satellite (pjesma Lene Meyer-Landrut)
Satellite je pop pjesma Lene Meyer-Landrut iz 2010. godine. Tekst su napisali Amerikanka Julie Frost i Danac John Gordon. Pjesma je također predstavljala Njemačku na Eurosongu 2010. u Oslu, gdje je i pobijedila s 246 bodova, ispred Turske i Rumunjske. Pjesma je izabrana televotingom tijekom nacionalnog finala Unser Star für Oslo, održanog 12. ožujka 2010. Već je sljedeći dan bila dostupna za digitalni download, te je vrlo brzo postala najprodavaniji njemački singl. Na top ljestvicama je debtirala na prvom mjestu, gdje se zadržala punih pet tjedana, da bi na kraju postala trostruko zlatna.

## Produkcija i izbor pjesme
"Satellite" je pop pjesma koju su zajedno napisali američka spisateljica tekstova Julie Frost i danski tekstopisac John Gordon. Tekst pjesme opisuje misli zaljubljene djevojke ("I got it bad for you") koja je frustrirana zbog činjenice da ju se ignorira ("I went everywhere for you/ I even did my hair for you/ I bought new underwear they're blue/ And I wore it just the other day.") i koja se uspoređuje sa samotnim putnikom ("Like a satellite I'm in orbit all the way around you/ And I would fall out into the night/ Can't go a minute without your love."), no iz svega toga izvlači neko mazohistično zadovoljstvo. Gordon je pjesmu opisao kao laganu, slatku i veselu, te je dodao kako ima samo tri akorda. Frostova, koja je napisala tekst, dodala je kako pjesma opisuje sve one lude i skrivene stvari koje cura radi i osjeća kad je zaljubljena, jer momak može učiniti da cura osjeća sve odjednom, da istovremeno bude i vesela, ali i bespomoćna.
Pjesma je poslana diskografskoj kući Universal Music Germany kao prijedlog za pjesmu koja bi se izvodila u finalu talent showa Unser Star für Oslo, kojim se birao njemački predstavnik za Eurosong 2010., a pjesma je izabrana u konkurenciji od otprilike 300 pjesama. Uz "Satellite", za finale showa, održano 12. ožujka 2010., izabrane su još tri pjesme: "Bee", "I Care for You" i "Love Me". Baladnu verziju ove pjesme u finalu je otpjevala druga finalistica (uz Lenu), Jennifer Braun. Prvi krug televotinga odredio je da će, u slučaju Lenine pobjede, pjesma koju će izvoditi na Eurosongu biti upravo "Satellite". U drugom krugu televotinga, Lena je ostvarila pobjedu i tako, s pjesmom "Satellite", izabrana za predstavnicu Njemačke u Oslu.
Snimanje pjesme producirali su John Gordon, Andre "Brix" Buchmann, Ingo Politz i Bernd Wendtland, a mastering je obavio Sascha "Busy" Bühren.

## Izdanje
Dana 13. ožujka 2010., svih šest pjesama iz finala Unser Star für Oslo postale su dostupne za download preko njemačkog iTunesa i stranice Musicload.de. Lenin maxi singl, koji osim "Satellitea" sadrži i pjesme "Bee" i "Love Me", izdan je 16. ožujka 2010. Sve je pjesme izdao USFO, kao rezultat suradnje tvrtki Universal Music Germany i Raab TV/Brainpool, odnosno produkcijskih kuća showa Unser Star für Oslo.
"Satellite" je u tjedan dana prodan više od 100.000 primjeraka, čime je postao najprodavaniji njemački singl u povijesti. Na njemačkim je TOP listama debitirao na prvom mjestu, da bi nakon tjedan dana dobio zlatni status, a platinasti već nakon četiri. Na austijrskim ljestvicama debitira na devetom, a na švicarskim na desetom mjestu. Pjesma je punih pet uzastopnih tjedana bila na prvom mjestu ljestvica. Ubrzo se i u Austriji i Švicarskoj popela na drugo mjesto ljestvica. Prvo mjesto postigla je i na irskoj iTunes ljestvici, ali i na drugim iTunes ljestvicama diljem Europe. 
"Satellite" je također dio Leninog debi albuma, My Cassette Player, koji je izdan 7. svibnja 2010.

## Spot
Spot za pjesmu snimljen je u noći održavanja finala Unser Star für Oslo u Kölnu. Spot nema nikavu radnju niti neke posebne efekte i centira se isključivo na Lenu, koja pjeva i pleše na tamnoj pozornici s nekoliko svjetala u pozadini.
Spot je premijerno prikazan 16. ožujka 2010. godine na programu Das Erste, odmah prije jedne od najgledanijih njemačkih TV emisija - Tagesschau. Ubrzo nakon toga, simultano je prikazan i na drugim TV postajama (Sat.1, ProSieben, kabel eins), prije početka njihovih prime-time programa.

## Eurosong 2010.
"Satellite" je pjesma koja je, preko izlučnog natjecanja, izabrana da predstavlja Njemačku na Eurosongu 2010. Kako je predstavljala jednu od zemalja "Velike četvorke", imala je direktan nastup u finalu. Doboviši tu mogućnost prije ždrijeba, Njemačka je izabrala 22. mjesto, od 25, za svoj nastup u finalu. Lena je u Oslo stigla tjedan dana prije natjecanja, te je odradila 5 proba prije finala. Prije samog početka natjecanja, pjesma se smatrala jednim od favorita. Kladionice su ju stavljali na drugo mjesto iza azerbajdžanske predstavnice Safure s pjesmom "Drip Drop", te ispred Harela Skaata s pjesmom "Milim", koji je predstavljao Izrael. Google je pak predvidio pobjedu Njemačke, koriteći statistiku ptratraživanja njezinog imena i pjesme na svom pretraživaču. Prema norveškom listu Aftenposten, Lena je, od svih kandidata, dobila najviše pozornosti.
Finale Eurosonga 2010. održano je 29. svibnja 2010. Njemačka je nastupala četvrta od kraja, a Lena je na pozornici bila u ujednostavnoj crnoj haljini, na pozornici bez ikakve dekoracije, a pratila su ju četiri back vokala. Njezina je jednostavna koreografija bila jako neobična u odnosu na ostale izvedbe u posljednjih nekoliko godina jer nije imala nikakve koreografije, dodatnih plesača, dekoracije ili posebne odjeće. Na kraju glasovanja, Lena je skupila 246 bodova i osvojila prvo mjesto, time ostvarivši drugu njemačku pobjedu, nakon 1982., i prvu kao ujedinjena zemlja. Drugoplasirani su bili turski predstavnici maNga s pjesmom "We Could Be the Same" koji su osvojili 170 bodova. Razlika od 76 bodova postala je tako druga najveća u povijesti, nakon Rybakove razlike od 169 bodova. Pjesma je "dvanaesticu" dobila od čak 9 zemalja, a bodove joj nije dalo samo 5 zemalja.

## Formati i popis skladbi
Digitalni download
1. "Satellite" – 2:54

Maxi singl
1. "Love Me – 2:59
2. "Satellite" – 2:54
3. "Bee" – 2:59

## Podatci o pjesmi
- Glavni vokal – Lena Meyer-Landrut
- Prateći vokali – Kayna
- Zvučni mastering – Sascha "Busy" Bühren
- Producents – John Gordon, Andre "Brix" Buchmann, Ingo Politz, Bernd Wendtland for Valicon
- Glazba – Julie Frost, John Gordon
- Tekst – Julie Frost
- Kuća: USFO za Universal Music Deutschland

## Ljestvice i certifikacije
| Ljestvica (2010.) | Pozicija |
| ----------------- | -------- |
| Austrija          | 2        |
| Češka             | 56       |
| Europa            | 8        |
| Njemačka          | 1        |
| Norveška          | 1        |
| Španjolska        | 35       |
| Švedska           | 41       |
| Švicarska         | 2        |

| Država   | Certifikacija |
| -------- | ------------- |
| Njemačka | Platinasti    |

| Tjedan   | 23 | 24 | 25 |
| -------- | -- | -- | -- |
| Pozicija | 35 | 5  | 3  |

## Vanjske poveznice
- Službeni spot na YouTubeu
- Profil i tekst na Eurovision.tv
- Izvedba pjesme od strane Lene Meyer-Landrut tijekom nacionalnog finala  Arhivirana inačica izvorne stranice od 29. srpnja 2010. (Wayback Machine) na Unser-Star-fuer-Oslo.de
- Izvedba pjesme od strane Jennifer Braun tijekom nacionalnog finala  Arhivirana inačica izvorne stranice od 29. srpnja 2010. (Wayback Machine) na Unser-Star-fuer-Oslo.de
- Live izvedba na Eurosongu  Arhivirana inačica izvorne stranice od 31. svibnja 2010. (Wayback Machine) na Eurovision.ndr.de
- Note na Muzland.ru